# Edvard Schønberg

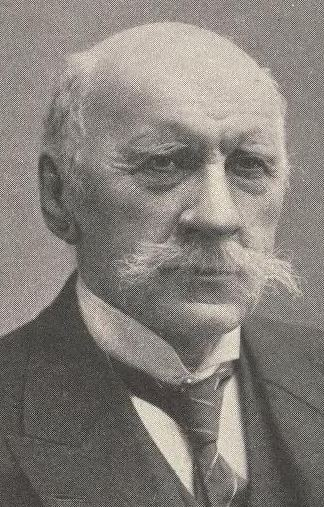
Edvard Schønberg

Edvard Schønberg, född 30 december 1831 i Arendal, död 14 juni 1905 i Kristiania, var en norsk läkare.
Schønberg var 1864-75 sekreterare och sedan expeditionschef i norska motsvarigheten till svenska Medicinalstyrelsen, blev 1875 professor i medicin och överläkare vid barnbördshuset i Kristiania samt 1900 ordförande i den rättsmedicinska kommissionen. Efter att han 1875 blivit medicine doktor på avhandlingen Om tverleiets behandling og skulderfødselen, ägnade han sig främst åt obstetriken, för vars utveckling i Norge han hade utomordentlig betydelse, bland annat genom Lærebog i den operative fødselshjælp (1899). I Henrik Jægers "Illustreret norsk literaturhistorie" (1897) gav Schønberg en översikt över 1800-talets norska medicinska litteratur och utgav 1903 Medicinens historie.